# Daniel Bellemans
Daniel Bellemans, né à Anvers en 1641 et mort à Horssen le 21 février 1674, est un chanoine prémontré de l'abbaye de Grimbergen et un poète en langue néerlandaise, originaire des Pays-Bas espagnols.

## Biographie
À l'âge de dix-huit ans, il prit l'habit de chanoine régulier de l’ordre de Prémontré à Grimbergen, au nord de Bruxelles et y prononça les vœux solennels en 1661.
Après quatre ans, il fut ordonné prêtre et, après avoir été curé à Oijen et vicaire à Meise en 1672, il fut pourvu d'une cure de la seigneurie de Horssen en Gueldre, entre la Meuse et le Waal, mais il ne conserva pas longtemps ce poste, étant mort dans la 32e année de son âge.  
Après quelques années de préparation à l'abbaye, avec un coreligionnaire monastique de l'abbaye Saint-Michel à Anvers, Antoine Verachteren, il allait venir en aide aux catholiques de la région entre la Meuse et le Waal.
Si Verachteren s'installa à Maasbommel et ensuite à Lithoijen, Bellemans fut affecté à la paroisse d'Oijen.  Lorsque la campagne française, durant l'année désastreuse, eut résulté en de plus larges privilèges religieux pour les catholiques de la République, il établit son domicile à Horssen, entre Meuse et Waal.  De là, il desservit Burgharen, Batenburg, Altforst et Appeltern.  Sa mort prématurée fit qu'il n'y vécut que deux ans.  Comme poète en langue néerlandaise, il fut très estimé de ses contemporains.

## Œuvre

### Remarques générales
Dans ses cantiques, il se souvient parfois visiblement de De Harduyn, mais encore plus souvent de Poirters, auteur qu'il plagie et qu'il paraphrase maintes fois, et à Petrus Maillart, il emprunte l’Amoureuse Boetveerdigheyt (Pénitence amoureuse), déjà parue dans le Gheestelijcken Nachtegael (Le Rossignol spirituel, publié en 1634), lorsque Bellemans n'était même pas né.  Malgré l'imitation, il garde tout de même, dans ses meilleurs poèmes, un ton personnel dont les principales caractéristiques seraient la grande pureté, ainsi que la « cantabilité ».
La plupart de ces cantiques sont pleins de sentiments et de tendresse.  Il y a de l'élégance et même du sublime dans quelques-uns ; mais il y a beaucoup de familiarité dans d'autres.
Le Paradys-voghel de Bellemans contient de nombreuses indications de mélodies en commun avec le recueil Den eerelycken pluck-voghel de Livinus van der Minnen, également publié à Bruxelles, la même année et par la même maison d'édition.  Certaines des chansons de Bellemans se présentent comme la spiritualisation de leurs pendants du recueil profane de Van der Minnen.
Bellemans donne le conseil aux sages mères et nourrices de chanter ce genre de chansons avec les petits enfants, parce que le chant possède le pouvoir d'élever ces jeunes âmes fragiles, ainsi que les personnes adultes, et contribue dans une large mesure à la conversion des plus grands pécheurs.

### Publications
En 1670, l'éditeur Jacob van de Velde publie de lui, à Bruxelles, deux recueils de poésie en néerlandais, en fait des cantiques, intitulés :
- (nl) Het Cytherken van Jesus, spelende sestigh nieuwe Liedekens op het groot Jubilé van het H. Sacrament van Mirakel tot Brussel (La Petite Harpe de Jésus ou Soixante cantiques nouveaux, pour célébrer le grand jubilé du Saint-Sacrement de miracles honoré à Bruxelles'), in-16° ; réimprimé en 1675, en 1679, en 1698 et en 1716.

- (nl) Den lieffelycken Paradys-Vogel, tot Gods om hoogh vlieghende, behelsende verscheyde gheestelycke Liedekens van de Goddelycke liefde, ende het verlanghen van het Hemelsch Vaderlandt (titre de l'édition bruxelloise de 1674) (L'Aimable Oiseau de paradis, qui élève son vol jusqu'à Dieu) ; un recueil de cantiques spirituels sur la charité et sur le désir du ciel.  Il y a eu au moins une douzaine d'éditions de ce recueil, demeuré populaire au XVIIIe siècle ; le célèbre poète, le jésuite Poirters, a contribué à ce recueil par un éloge liminaire ; éd. en 1673, en 1680, en 1681, en 1683, en 1686, en 1695, en 1705, en 1718, en 1724 (à Anvers) et encore en 1770 chez Petrus Josephus Rymers et, la même année et aussi à Anvers, chez Joannes Petrus Willemsens.

Bellemans contribua par deux louanges insérées dans l'ouvrage d'un autre auteur, selon l'usage de l'époque : il s'agit de l'édition de 1672 du Lusthof der godvruchtige meditatiën du norbertin Joannes-Ludolphus van Craywinckel.  
Goovaerts signale encore un poème de circonstance, transmis par un manuscrit, versifié à l'occasion de l'ordination d'un frère.  L'homme de lettres flamand Philippe Blommaert estime que les vers de Bellemans portent un cachet particulier et que nombreux d'entre eux méritent d'être réimprimés.

## Bemin Jesus nacht en dag
De son recueil Paradys-Voghel, la chanson Bemin Jesus nacht en dag (Aimez Jésus le jour et la nuit) est considérée par la critique comme la plus belle.  
| Sur la mélodie Berghe maske : |
| 1 Nachtegaeltjen ! Uw soet taeltjen Hoort men heele dagen langh: Noch het dalen van de stralen En beletten uwen sangh. Weêr het luyster Is, oft duyster, Ghy fluyt altijdt even seer; Ghy blijft singhen Ende klinghen, Ghy looft altijdt uwen Heer. 2 Nachtegaeltjen ! Leen me uw taeltjen, Opdat ik Godt nacht en dagh, Soo in lijden Als verblijden, Loven ende dancken mach. Leer my loven Godt daer boven, AI lijd' ick beneden pijn, Als het schijnen Gaet verdwijnen Van den blijden sonne-schijn. 3 'k Wil by daghen Godt behaghen, Als de son schijnt van geluck, 'k Wil oock trachten Godt by nachten Lof te singhen in den druck. Sijn lof-sanghen Sullen hanghen Op mijn tongh tot 'aldertijdt; 'k Sal een dinghen Altijdt singhen : « Heere! zijt ghebenedijt. » |

D'après l'édition bruxelloise de 1681 du Lieffelijcken Paradijs-Voghel, telle que reproduite dans Oude vlaemsche liederen de Jan Frans Willems en 1848.

## Discographie
- Ik ben getrouwd met een kwaaie Griet. Lief en leed in Brusselse liederen uit de 17de eeuw (reconstruction par l'Ensemble Cannamella, sous la direction d'Aline Hopchet, de la chanson Laet ons gaen aen-bidden 't Heyligh Sacrament, de Bellemans, sur un des deux CD accompagnant un livre), Louvain, Davidsfonds,  2011  (ISBN 978 90 5826 809 9)